# 太田市立北中学校
太田市立北中学校（おおたしりつ きたちゅうがっこう）は群馬県太田市にあった公立中学校。

## 概要
太田市は2016年4月の改正学校教育法により規定された「義務教育学校」を、太田東小学校、韮川西小学校及び当校の3校を一つにする施設一体型「義務教育学校」が2021年度に開校し、本校は閉校となった。

## 沿革
- 2021年3月12日 - 閉校式が行われる[2]

## 所在地
- 〒373-0025 群馬県太田市熊野町2番地1

## 学区
- 東本町[3]
- 一丁目
- 二丁目
- 栄町
- 上小林町の一部（休泊堀用水路以西）
- 東金井町1区
- 東金井町2区
- 安良岡町の一部（休泊堀用水路以西）
- 東長岡町伊豆山
- 東長岡町馬場の一部（休泊堀用水路以西）
- 熊野町

## 部活動
- 1995年 - 女子バスケットボール部が全国中学校バスケットボール大会にて準優勝。

## 著名な卒業生
- 正田樹（プロ野球選手 現・愛媛マンダリンパイレーツ）